# Waidring
Waidring är en ort och kommun i distriktet Kitzbühel i förbundslandet Tyrolen i Österrike.